# Jagdgeschwader 302
Das Jagdgeschwader 302 war ein Verband der Luftwaffe der Wehrmacht im Zweiten Weltkrieg. Es bekämpfte zur Nachtzeit im Wilde-Sau-Nachtjagdverfahren, mit Tagjagdflugzeugen vom Typ Focke-Wulf Fw 190A und Messerschmitt Bf 109G, feindliche Einflüge in zugewiesenen Lufträumen. 

## Geschichte
Der Geschwaderstab entstand am 11. November 1943 in Stade (Lage), während die drei Gruppen am gleichen Tag aus schon vorhandenen Einsatzgruppen anderer Geschwader gebildet wurden. So war die in Jüterbog-Waldlager (Lage) beheimatete I. Gruppe die umbenannte I. Gruppe des Jagdgeschwaders 301. Die II. Gruppe in Ludwigslust (Lage) bildete sich aus der II. Gruppe des Jagdgeschwaders 301, während die III. Gruppe aus der III. Gruppe des Jagdgeschwaders 300 in Oldenburg (Lage) entstand.
Wie bei Jagdgeschwadern üblich, die nach dem Wilde-Sau-Nachtjagdverfahren operierten, lieh sich das Geschwader als sogenannte „Aufsitzeinheit“ teilweise seine einmotorigen Jagdflugzeuge von Tagjagdgeschwadern aus. So nutzte die II. Gruppe die Flugzeuge der I. Gruppe des Jagdgeschwaders 11 und der III. Gruppe des Jagdgeschwaders 54, während sich die III. Gruppe die Flugzeuge von der III. Gruppe des Jagdgeschwaders 11 lieh. Lediglich der Geschwaderstab und die I. Gruppe hatten eigene Flugzeuge.
Das Geschwader war bis zum 16. März 1944 der 30. Jagddivision des Luftwaffenbefehlshabers Mitte, ab 6. Februar Luftflotte Reich zugeteilt. Anschließend waren der Stab, die II. und die III. Gruppe der 1. Jagddivision des I. Jagdkorps der Luftflotte Reich unterstellt, während die I. Gruppe ihre Befehle vom Jagdfliegerführer Ostmark der 7. Jagddivision bekam. Im Mai 1944 operierte das Geschwader von den Fliegerhorsten Völkenrode (Lage), Wien-Seyring (Lage) und Ludwigslust aus. 
Am 6. Juni 1944 löste sich der Geschwaderstab, die II. und III. Gruppe auf, während die I. Gruppe bis zum 30. September 1944 bestehen blieb und dann in die III. Gruppe des Jagdgeschwaders 301 umbenannt wurde. Damit hatte das Geschwader aufgehört zu bestehen.

## Kommandeure

### Geschwaderkommodore
| Dienstgrad | Name          | Zeit                              |
| ---------- | ------------- | --------------------------------- |
| Major      | Ewald Janssen | 1. November 1943 bis 2. März 1944 |
| Major      | Kurt Peters   | 2. März 1944 bis 6. Juni 1944     |

### Gruppenkommandeur
I. Gruppe
- Oberleutnant Richard Lewens, 1. November 1943 bis 22. August 1944 †[16]
- Hauptmann Wilhelm Fulda, 28. August 1944 bis 30. September 1944[17]

II. Gruppe
- Major Treumund Engelhard, 1. November 1943 bis 27. Januar 1944[18]

III. Gruppe
- Hauptmann Ernst Kolb, 1. Januar 1944 bis 30. März 1944[19]
- Hauptmann Wolrad Gerlach, 31. März 1944 bis 6. Juni 1944[20]